# Kołdrąb (województwo kujawsko-pomorskie)
Kołdrąb – wieś w Polsce położona w województwie kujawsko-pomorskim, w powiecie żnińskim, w gminie Janowiec Wielkopolski.
W latach 1954–1959 wieś należała i była siedzibą władz gromady Kołdrąb, po jej zniesieniu w gromadzie Janowiec. W latach 1975–1998 miejscowość administracyjnie należała do województwa bydgoskiego.
Według Narodowego Spisu Powszechnego (III 2011 r.) liczyła 191 mieszkańców. Jest dwunastą co do wielkości miejscowością gminy Janowiec Wielkopolski.

## Części wsi
| SIMC    | Nazwa      | Rodzaj    |
| ------- | ---------- | --------- |
| 1036371 | Kopiec     | część wsi |
| 1036514 | Sarbinówko | część wsi |

## Historia
W średniowieczu istniał na terenie wsi gród, po którym widoczne są pozostałości wałów obronnych. W pierwszej wzmiance o wsi z 1326 roku wymieniony jest Benyamin de Coldramb, prawdopodobnie herbu Zaremba. Kołdrąb w 2. połowie XIX wieku należał do Leszczyców, podobnie jak Janowiec Wielkopolski i Pakość. Majątek we wsi został rozparcelowany w 1912 roku przez pruską Komisję Kolonizacyjną.

## Zabytki
Według rejestru zabytków NID na listę zabytków wpisane są:
- kościół pw. św. Jana Chrzciciela, lata: 1891-1893, nr rej.: A/799 z 5.07.1991
- pałac, lata: 1870-1880, nr rej.: A/1017 z 11.12.1991.

Neogotycki kościół pw. św. Jana Chrzciciela pochodzi z lat 1898-1901, zaprojektowany był przez Alexis Langer z Wrocławia. Posiada wysoką wieżę, wewnątrz znajduje się krucyfiks z XIX wieku wykonany przez artystę ludowego. Należy do parafii św. Jana Chrzciciela.
Neogotycki pałac z lat 1870-1880 stoi przy jeziorze. Ma prostokątne 3-kondygnacyjne skrzydło i ośmioboczną wieżę. Obecnie na terenie pałacu mieści się dom dziecka.